# Evangelička crkva u Osijeku
Evangelička crkva u Osijeku je jedina evangelička crkva u Osijeku.

## Povijest
Zgradu crkve je započela gradnja u 1904. godine u Jägerovoj ulici, i završili su u 1908. godine.
Harmonij je izradila tvrtka Ernst Hinkel iz Ulma koja je osnovana 1880. godine. Ima dva manuala i klasično izrađenu pedalnu klavijaturu.